# سید صدرالدین بلاغی
سید صدرالدین محمد تقی بلاغی نائینی (۱۲۹۰ - ۱ اردیبهشت ۱۳۷۳) معروف به «آیت‌الله صدر بلاغی» از روحانیون شیعه ایران بود.

## تولد و تحصیلات
سید صدرالدین بلاغی در سال ۱۲۹۰ در نائین متولد شد. وی نزد پدرش و علمای اصفهان و شیراز به تحصیل حوزوی پرداخت. در ۲۸ سالگی به مشهد و پس از آن به تهران رفت و به تبلیغ و تحقیق روی آورد. وی پس از نهضت نفت به نمایندگی سید حسین طباطبایی بروجردی، عازم انگلستان شد و در آنجا به تبلیغ پرداخت.

## فعالیت‌های فرهنگی و اجتماعی
سید صدرالدین بلاغی نماینده آیت‌الله بروجردی در نهضت ملی‌شدن نفت بود و پس از انقلاب ۱۳۵۷ ایران، از مؤسسین حزب جمهوری خلق مسلمان بود.

## آثار
- محمد پیامبر رحمت
- قصص قرآن
- ترجمه صحیفه سجادیه
- محاکمه گلدزیهر صهیونیست
- برهان قرآن
- ترجمه و تفسیر ۲۳ جزء قرآن

## درگذشت
سید صدرالدین بلاغی در روز پنجشنبه ۱ اردیبهشت ۱۳۷۳ وفات یافت.